# Ataques aéreos dos Estados Unidos no Iêmen
Os ataques aéreos dos Estados Unidos no Iêmen começaram após os ataques de 11 de setembro de 2001, quando as forças armadas dos Estados Unidos passaram a atacar os militantes islamistas presentes no Iêmen, em particular a al-Qaeda na Península Arábica usando guerra por drones. 

## Contexto
Os Estados Unidos afirmaram que usaram assassinatos seletivos pela primeira vez em novembro de 2002, com a cooperação e aprovação do governo do Iêmen.  Em 5 de novembro de 2002, integrantes da al-Qaeda em um carro que viajava pelo Iêmen foram mortos em um assassinato seletivo por um míssil lançado de um drone Predator controlado pela CIA. 
Em 2004, o programa de assuntos internacionais da Australian Broadcasting Corporation (ABC-TV), Foreign Correspondent, investigou o assassinato seletivo e o envolvimento do embaixador estadunidense como parte de um relatório intitulado "The Yemen Option". O relatório examinou táticas e contramedidas em evolução ao lidar com ataques inspirados pela al-Qaeda. 
Segundo o The Times, em 2010 os Estados Unidos, em cooperação com as autoridades iemenitas, lançou quatro mísseis de cruzeiro contra alvos terroristas suspeitos no Iêmen. Ainda segundo a publicação, o Iêmen solicitou aos Estados Unidos que suspendessem os ataques depois que um dos mísseis matou o líder tribal pró-governo, Sheikh Jaber al-Shabwani, vice-governador da província de Marib, o que levou sua tribo a revoltar-se contra o governo iemenita. The Times também afirmou que as tropas das forças especiais estadunidenses estavam no terreno iemenita ajudando a caçar membros da al-Qaeda. 
Estima-se que 98 ataques por drones estadunidenses foram realizados no Iêmen de 2002 a 2015: 41 em 2012, 26 em 2013 e 14 em 2014. 
Com a intervenção da coalizão árabe no Iêmen, essa coalizão liderada pela Arábia Saudita passou a atacar os rebeldes houthis também usando uma guerra por drones.  O movimento houthi, em represália, igualmente utilizaria a guerra de drones para atacar a coalizão árabe e as tropas do governo iemenita liderado por Abd Rabbuh Mansur Al-Hadi. 

## Cronologia

### 2002
No início de 2002, o governo de George W. Bush aprovou o envio de cerca de uma centena forças de operações especiais para o Iêmen.
Seis membros suspeitos da al-Qaeda do Iêmen foram explodidos em seu carro na província de Ma'rib em novembro de 2002 por um míssil Hellfire de um veículo aéreo não tripulado Predator da CIA.  Entre os mortos estavam Qaed Salim Sinan al-Harethi (também conhecido como Abu Ali al-Harithi), um tenente do alto escalão da al-Qaeda que era considerado como um dos mentores do atentado ao USS Cole em outubro de 2000 e Kamal Derwish (também conhecido como Ahmed Hijazi), um cidadão norte-americano.   Al-Harethi estava em uma lista de alvos cuja captura ou morte havia sido ordenada pelo presidente George W. Bush. 

### 2009
Em 17 de dezembro, o vilarejo de Al Ma'jalah foi atingido por um míssil de cruzeiro que matou 41 pessoas, incluindo catorze mulheres e 21 crianças; catorze seriam supostos membros da al-Qaeda. Embora o governo do Iêmen assumiu inicialmente a responsabilidade, fotografias de componentes estadunidenses e o WikiLeaks sugeriram que o ataque aéreo teria sido realizado pelos Estados Unidos.  A ABC News noticiou que os mísseis de cruzeiro dos estadunidenses faziam parte do bombardeio ao acampamento, visando Abu Hureira Qasm al-Rimi. Segundo uma autoridade local e uma fonte tribal, 49 civis (incluindo 23 mulheres e dezessete crianças) estavam entre os mortos no ataque aéreo.

### 2010
Em maio de 2010, um ataque errôneo por drone contra terroristas da al-Qaeda em Wadi Abida, no Iêmen, matou cinco pessoas, entre elas Jaber al-Shabwani, vice-governador da província de Ma'rib, que mediava entre o governo e os militantes. O assassinato enfureceu tanto os membros da tribo de Shabwani que, nas semanas subsequentes, eles lutaram pesadamente com as forças de segurança do governo, atacando duas vezes um importante oleoduto em Marib. 

### 2011
Em 5 de maio de 2011, um míssil disparado de um drone estadunidense matou Abdullah e Mosaad Mubarak, irmãos que seriam militantes da al-Qaeda. O míssil atingiu o carro e ambos morreram instantaneamente.  O ataque pretendia matar o propagandista da Al-Qaeda, Anwar al-Awlaki, mas ele não foi atingido no ataque. 
Em 3 de junho de 2011, jatos tripulados (ou drones) atacaram e mataram Ali Abdullah Naji al-Harithi, um agente de nível médio da al-Qaeda e vários outros militantes suspeitos, incluindo Ammar Abadah Nasser al-Wa'eli, em um ataque no sul do Iêmen.   Quatro civis também teriam sido mortos no ataque, coordenados pelas forças especiais e agentes da CIA baseados em Saná.  Segundo a Associated Press, em 2011 o governo dos Estados Unidos começou a construir uma base aérea perto ou no Iêmen a partir da qual a CIA e os militares estadunidenses planejavam operar drones sobre o Iêmen.  Essa base está localizada em Umm Al Melh, ao norte do Iêmen, na Arábia Saudita. The Washington Post informou que os Estados Unidos usavam anteriormente uma base em Djibuti para operar drones sobre o Iêmen,  enquanto The Wall Street Journal informou que uma base de drones estadunidenses nas Seychelles poderia ser usada para operar drones sobre o Iêmen. 
Em 14 de julho de 2011 aeronaves tripuladas (ou drones) estadunidenses atacaram e destruíram uma delegacia de polícia em Mudiya, na província de Abyan, que estava ocupada por militantes da al-Qaeda. A mídia e o governo iemenita deram informações conflitantes sobre o número de vítimas, estimadas em 6 a 50 mortes. No mesmo dia e nas proximidades, mísseis teleguiados teriam atingido um carro pertencente ao líder da al-Qaeda iemenita, Fahd al-Quso, mas al-Quso sobreviveu ao ataque. 
Em 1 de agosto de 2011, drones estadunidenses e aviões iemenitas atacaram três alvos com bombas e mísseis no sul do Iêmen, matando quinze supostos militantes da al-Qaeda e ferindo outros dezessete. Os locais atingidos incluem al-Wahdah, al-Amodiah e al-Khamilah na província de Abyan. Um dos mortos era o líder militante Naser al-Shadadi. De acordo com o Yemen Post, "pelo menos 35 ataques de drones estadunidenses foram notificados no Iêmen nos últimos dois meses". 
Em 24 de agosto de 2011, aeronaves não identificadas atacaram supostos militantes da al-Qaeda perto de Zinjibar. Os ataques teriam matado trinta militantes e ferido outros quarenta. 
De acordo com oficiais iemenitas, conforme relatado no Long War Journal, os ataques aéreos estadunidenses no sudeste da província de Abyan, de 30 de agosto a 1 de setembro de 2011, mataram trinta militantes da AQPA. Os militantes teriam envolveram-se em combates com as forças militares iemenitas. 
Dois ataques aéreos com aeronaves operadas pelos Estados Unidos em 21 de setembro de 2011 teriam matado quatro combatentes da AQPA em Abyan e sete combatentes da AQPA em Shaqra. 
Em 30 de setembro de 2011, os mísseis lançados por drones estadunidenses mataram quatro pessoas, incluindo o propagandista da al-Qaeda, Anwar al-Awlaki, na província de Al Jawf. O ataque também matou Samir Khan, cidadão norte-americano, editor da revista Inspire. Esse ataque marcou a primeira vez que os Estados Unidos atacaram deliberadamente cidadãos norte-americanos em um ataque por drone. 
Um ataque com drones a esconderijos de militantes a leste de Zinjibar, capital da província de Abyan, em 5 de outubro de 2011, matou cinco membros da al-Qaeda.  Segundo autoridades iemenitas, um ataque aéreo estadunidense em 14 de outubro de 2011 matou sete militantes da AQPA, além de Ibrahim al-Bana, nascido no Egito, chefe de mídia da AQPA e do filho de dezessete anos de Anwar al-Awlaki, Abdelrahman al-Awlaki. 
Em outro ataque de drones, em 22 de dezembro de 2011 perto de Zinjibar, teria matado Abdulrahman al-Wuhayshi, um parente do líder da al-Qaeda iemenita Nasir al-Wuhayshi. Outros oito militantes haviam sido mortos em um ataque aéreo perto de Jaʿār, província de Abyan, em 17 de dezembro de 2011. 

### 2012
Um ataque aéreo, realizado por aeronaves estadunidenses, em 31 de janeiro de 2012, próximo à cidade de Lawdar, na província de Abyan, matou onze militantes da AQPA. Os mortos incluem Abdul Monem al-Fahtani, participante do atentado ao USS Cole. 

Situação do Iêmen em 11 de março de 2012: o território da al-Qaeda na Península Arábica e da Ansar al-Sharia (laranja) incluía grande parte do leste do Iêmen.

Long War Journal informou que, em 2012, os Estados Unidos realizaram seus primeiros ataques de drones contra a AQPA em Hadramout em maio de 2012. De meados de maio até o final do ano, os Estados Unidos lançaram sete ataques aéreos na província - um total de 41 ataques com drones que ocorreram no Iêmen em 2012. 
Os drones se envolveriam em três ataques aéreos durante três dias, de 9 a 11 de março de 2012. O primeiro ataque teve como alvo um esconderijo da al-Qaeda perto de Al Bayda', província de Baydah, matando o líder local da AQPA, Abdulwahhab al-Homaiqani, e dezesseis de seus militantes. O segundo ataque atingiu Jaʿār, na província de Abyan, matando vinte combatentes da AQPA. O terceiro ataque, também em Jaʿār, teria matado três militantes da AQPA e alvejado um local de armazenamento de armas que o grupo havia apreendido depois de invadir uma base militar iemenita em Al Koud na semana anterior.  Um quarto ataque de drones em 14 de março de 2012 em Al Bydah teria matado quatro militantes da AQPA em um veículo.
Em 11 de abril, catorze militantes foram mortos em um ataque de drone na cidade de Lawdar, nordeste de Zinjibar, província de Abyan.  Um ataque de drone em 22 de abril, na área de Al Samadah, perto dos limites das províncias de Marib e Al Jawf, matou um importante líder da AQPA, Mohammed Saeed al Umda (também conhecido como Ghareeb al Taizi).
Em 6 de maio de 2012, um ataque aéreo por drone matou Fahd Mohammed Ahmed al-Quso e outro militante da al-Qaeda no sul da província de Shabwah. 

### 2013
Em 2013, seis dos 26 ataques aéreos no Iêmen foram realizados na província de Hadramout.
No final de julho, as autoridades estadunidenses descobriram uma conspiração da al-Qaeda (emanada do Iêmen) que levou os Estados Unidos a fechar mais de vinte embaixadas e instalações diplomáticas na África, Oriente Médio e Ásia. Em resposta, entre 27 de julho e 10 de agosto, os Estados Unidos lançaram nove ataques aéreos no Iêmen; nenhum ataque por drone foi relatado por sete semanas antes de 27 de julho; os ataques aéreos pretendiam interromper a conspiração e eliminar a cúpula dirigente da AQPA e os membros de alto escalão. 
Em 12 de dezembro, quinze pessoas  foram mortas em um comboio de casamento no distrito de Rada', na província de Al Bayda'.  O drone estadunidense erroneamente atingiu o comboio depois que relatórios de inteligência identificaram os veículos como suspeitos de transportar membros da organização AQPA.  Cinco dos mortos eram suspeitos, mas o restante eram civis. 

### 2014

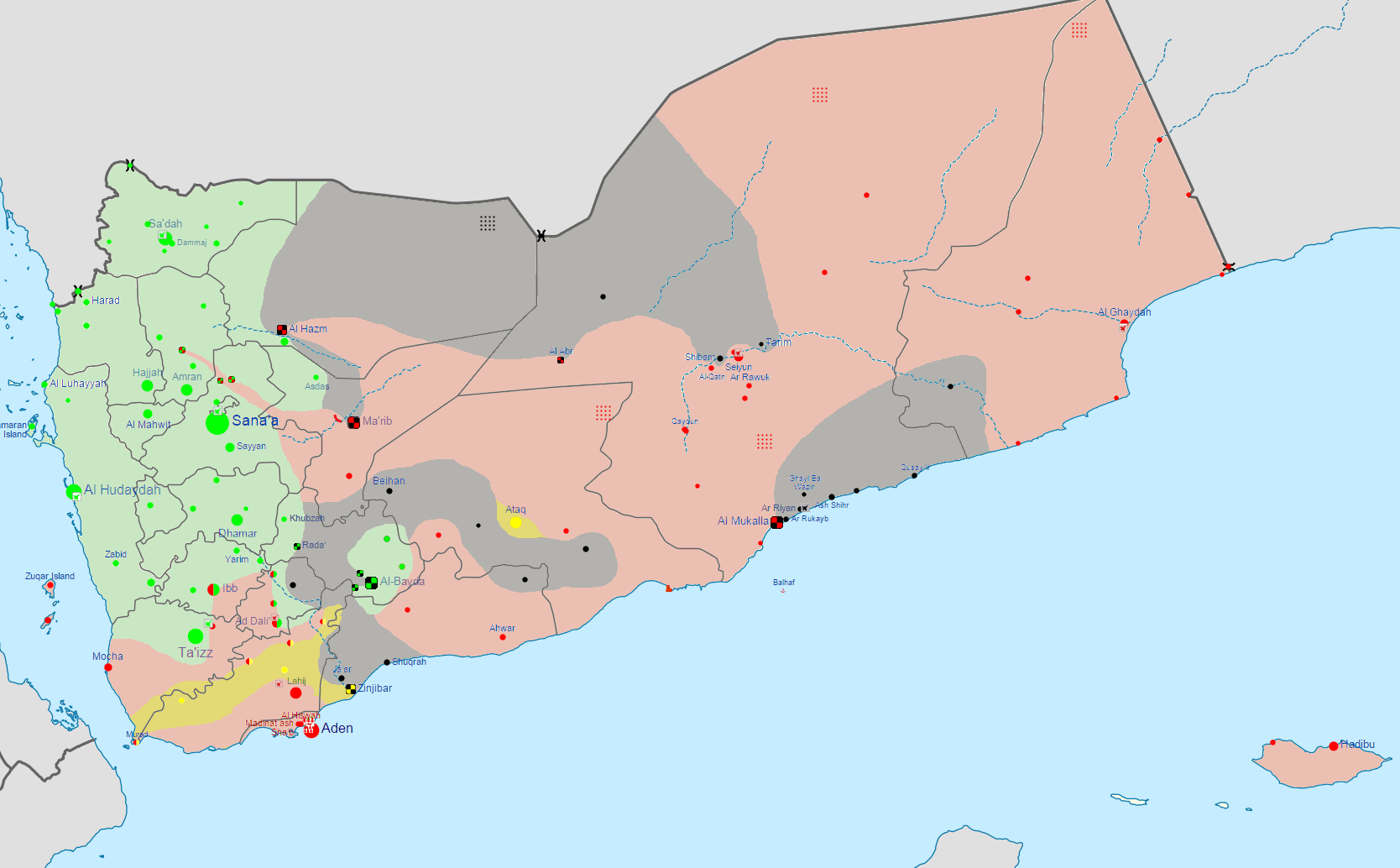
Situação do Iêmen em 25 de fevereiro de 2015: o território da AQPA (cinza) incluía partes de muitas províncias do leste do Iêmen.

Em 8 de janeiro, o Long War Journal informou que dois combatentes da AQPA foram mortos por um ataque por drone enquanto viajavam de veículo na área de Al Qutn, na província de Hadramaut, no primeiro ataque aéreo de drone registrado no Iêmen ou no Paquistão naquele ano.
Em 3 de março de 2014, um ataque aéreo por um drone matou três pessoas suspeitas de serem membros da AQPA. Acredita-se que Mujahid Gaber Saleh al Shabwani, um dos 25 integrantes mais procurados da AQPA no Iêmen, tenha sido morto no ataque.
Em 20 e 21 de abril de 2014, três ataques de drones estadunidenses mataram pelo menos duas dezenas de membros suspeitos da AQPA e destruíram um dos campos de treinamento do grupo no sul do Iêmen, de acordo com um comunicado divulgado pelo Ministério do Interior do Iêmen. Em uma declaração, o grupo admitiu que cinco civis foram feridos e três mortos durante o ataque. 
Em 13 de junho de 2014, um ataque de drone atingiu um carro na área de Mafraq al-Saeed, na província de Shabwah, matando cinco integrantes da AQPA.

### 2015
Após o fechamento da Embaixada dos Estados Unidos em Saná, os oficiais de contraterrorismo afirmaram que a CIA foi forçada a reduzir suas operações no Iêmen. Dos aproximadamente duzentos norte-americanos baseados na embaixada, "dezenas" estavam trabalhando para a CIA. 

### 2016

Situação do Iêmen em 2019: o território da AQPA (branco) se estende para o oeste principalmente pelas províncias de Hadramaut, Shabwah, Abyan e Lahij.

Os Estados Unidos confirmaram 32 ataques com drones no Iêmen em 2016, resultando em 88 a 123 mortes; outros dez ou onze ataques relatados não foram confirmados pelos militares; isso resultou em 23 mortes.
Em 22 de março, um ataque aéreo por drones estadunidenses perto do quartel general da AQPA, a cidade portuária de Mukalla, capital da província de Hadramaut, matou de quarenta a cinquenta combatentes. 
Em 27 de março, um ataque por drone matou oito combatentes da AQPA na província de Abyan, no sul do país, dentro do território do grupo. 
Em 21 de outubro, os Estados Unidos informaram que mataram cinco combatentes da AQPA em um ataque aéreo na província de Marib. 

### 2017
Em 21 de janeiro, dois ataques com drones mataram o comandante de campo Abu Anis al-Abi e outros dois integrantes da al-Qaeda na província de Bayda.
Em 4 de março, drones e aviões de guerra estadunidenses conduziram mais de trinta ataques aéreos contra posições suspeitas da al-Qaeda em três províncias do Iêmen.
Em 2 de outubro, o Comando Central dos Estados Unidos declarou que um MQ-9 Reaper havia sido abatido no oeste do Iêmen no dia anterior. Vídeos locais sugeriram que havia sido derrubado por um míssil terra-ar. 

### 2018
Em 6 de julho de 2018, um ataque de drone matou sete supostos militantes da al-Qaeda na província de Shabwah. 

### 2019
Em 1 de janeiro, um integrante da al-Qaeda e o cúmplice do atentado de 2000 ao USS Cole, Jamal al-Badawi, foram mortos em um ataque aéreo de precisão dos Estados Unidos na província de Ma'rib.
Em 24 de junho, três ataques com drones mataram pelo menos cinco militantes em Al Bayda.

### 2020
Ocorreu um ataque aéreo estadunidense em 25 de janeiro, no distrito de Al Abdiyah, na província de Ma'rib, que levou à morte de um indivíduo cuja identidade é desconhecida. Outro ataque aéreo ocorreu em 27 de janeiro, matando Abdullah Al-Adani. Em 29 de janeiro de 2020, o emir da AQPA, Qasim al-Raymi, foi morto por um ataque aéreo enquanto viajava em um carro com outro líder da AQPA, Abu Al-Baraa Al-Ibby, na área de Yakla no distrito de Wald Rabi', província de Al Bayda.

## Cumulativo
Newamerica.net estima que um total de 127 ataques de drones pelos Estados Unidos foram realizados no Iêmen entre 2002 e 2016; um em 2002, um em 2010, nove em 2011, 47 em 2012, 24 em 2013, dezessete em 2014, 24 em 2015 e quatro em 2016. Além disso, foram realizados quinze ataques aéreos tripulados, embora aeronaves tripuladas tenham sido usadas apenas uma vez desde 2012.  The Long War Journal apresenta um número muito maior de 334 entre 2009 e 2018. 